# Eucyclops leschermoutouae
Eucyclops leschermoutouae – gatunek widłonoga z rodziny Cyclopidae. Nazwa naukowa gatunku została po raz pierwszy opublikowana w 2004 roku przez zoologów Wiktora Rościsławowicza Aleksiejewa (Rosja) i Danielle Defaye (Francja).